# Grand Canal de Trieste
Pour les articles homonymes, voir Grand Canal.
Le Grand Canal de Trieste est un canal navigable situé au cœur de Borgo Teresiano, au cœur de la ville, à mi-chemin entre la gare et la Piazza Unità d'Italia, avec son entrée par le bassin de San Giorgio del Porto Vecchio. 

## Histoire
Il a été construit en 1754-1756 par le Vénitien Matteo Pirona, creusant davantage le collecteur principal des marais salants, lorsque ceux-ci ont été enterrés pour permettre le développement urbain de la ville en dehors des murs. Il a été construit pour que les bateaux puissent se rendre directement au centre-ville pour décharger et charger leurs marchandises. 

## Les bâtiments
La zone du canal surplombe: 
- le côté du palais Aedes, appelé le « gratte-ciel rouge » (1928 - architecte Arduino Berlam) (façade principale sur les rives);
- le site d'exposition du Palazzo Gopcevich (1850 - architecte Giovanni Andrea Berlam), dont la façade se distingue par son design grec rouge et jaune particulier, qui abrite également le musée du théâtre Carlo Schmidl ;
- l'église néoclassique Sant'Antonio Taumaturgo (1849 - architecte Pietro Nobile), connue de tous sous le nom de Sant'Antonio Nuovo;
- le café Stella Polare, l'un des cafés historiques de Trieste ;
- le temple serbe orthodoxe de la Sainte-Trinité et de Saint Spiridion (1869 - architecte Carlo Maciachini), avec ses dômes bleu clair caractéristiques;
- le côté du palais Genel (1873 - Domenico Monti) (façade principale sur la piazza Ponterosso);
- le côté du palais Carciotti (1805 - architecte Matteo Pertsch) (façade principale sur les rives).

## Les ponts
Le canal est traversé par deux ponts et une passerelle piétonne. 
- Le pont rouge, à mi-chemin du canal, a été construit en bois en 1756, dès la fin de la construction du canal. C'était alors le seul pont existant, car les autres ponts ont été construits plus tard. Il a été refait et prolongé, cette fois en fer, en 1832. Sur le pont rouge se trouve la statue de l'écrivain irlandais James Joyce, en souvenir de son séjour dans la ville. Aux quatre extrémités du pont sont placées sur les parapets quatre belles lanternes, qui ornaient auparavant la statue de la dédicace de Trieste à l'Autriche qui était autrefois sur la Piazza Libertà, en face de la gare. La statue a été inaugurée en 1889 et enlevée en 1919.
- Le Pont Vert, au début du canal, à l'entrée de la mer, a été construit en fer en 1858. En 1904, un autre pont y fut ajouté, appelé Ponte Bianco ou Ponte Nuovo, sur lequel passait le chemin de fer qui reliait autrefois l'ancien port au nouveau port passant par les berges. Au début du canal, près du pont, il y a une cale (squero) pour le nettoyage à sec et l'entretien des petits bateaux.

## Les places
À côté du Pont Rouge se trouve la place homonyme de Ponterosso, qui abrite un marché en plein air pour les fruits, les légumes et les fleurs. Au fil du temps, le marché animé s'est considérablement réduit et les appels caractéristiques que les vendeuses, appelées venderigole, ont lancés à leurs clients ne sont plus entendus. Sur un côté de la place, il y a une fontaine (1753 - Giovanni Battista Mazzoleni), avec une statue d'un putto au centre, familièrement appelé Giovannin de Ponterosso, car l'eau qui l'alimentait provenait du quartier de San Giovanni. 
Au bout du canal se trouve la Piazza Sant'Antonio, installée dans le jardin, avec une grande fontaine au centre. Stella Polare, l'un des cafés historiques de Trieste, surplombe la place. 

## Galerie d'images

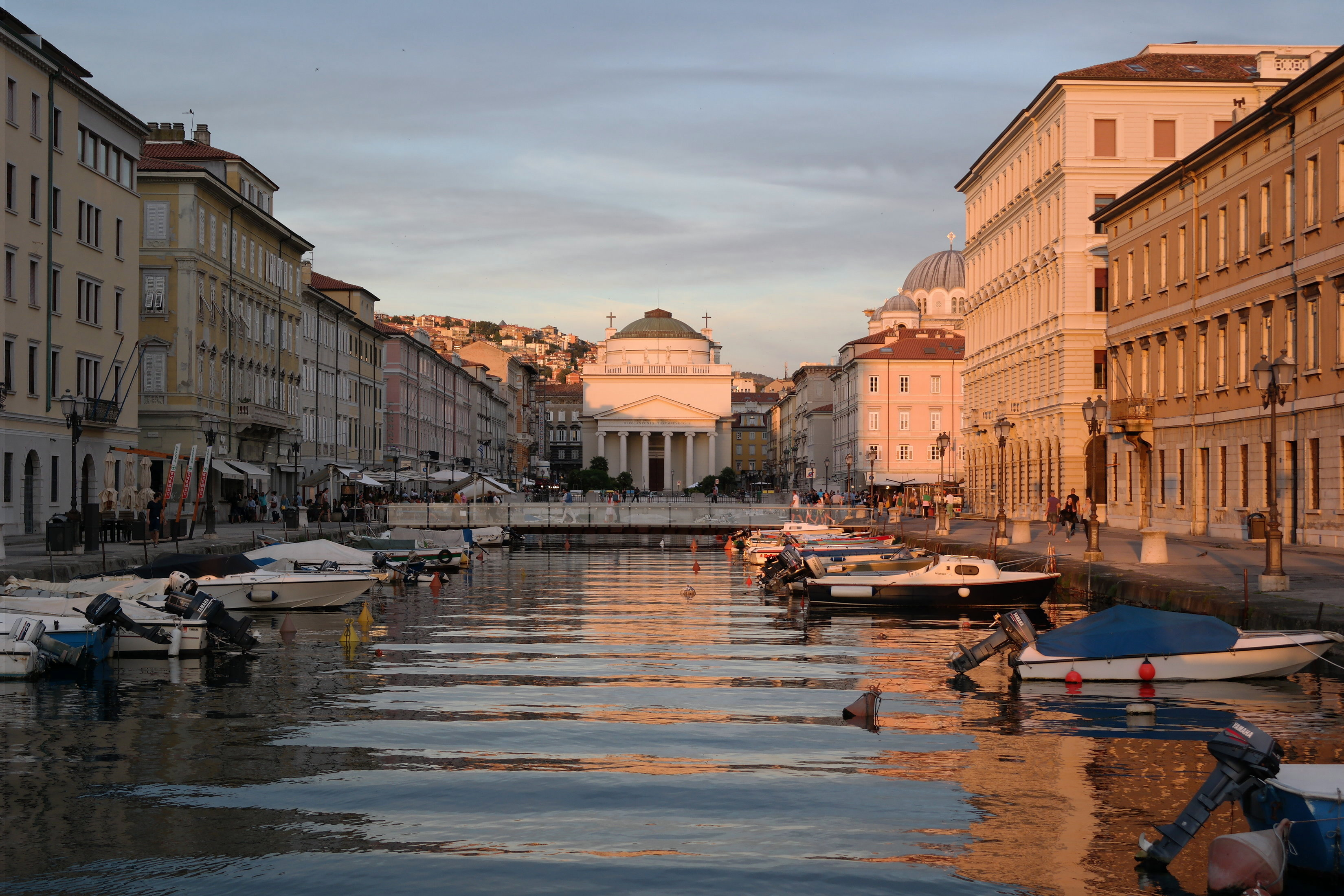
Le canal vu du bord de mer vers l'église de Sant'Antonio
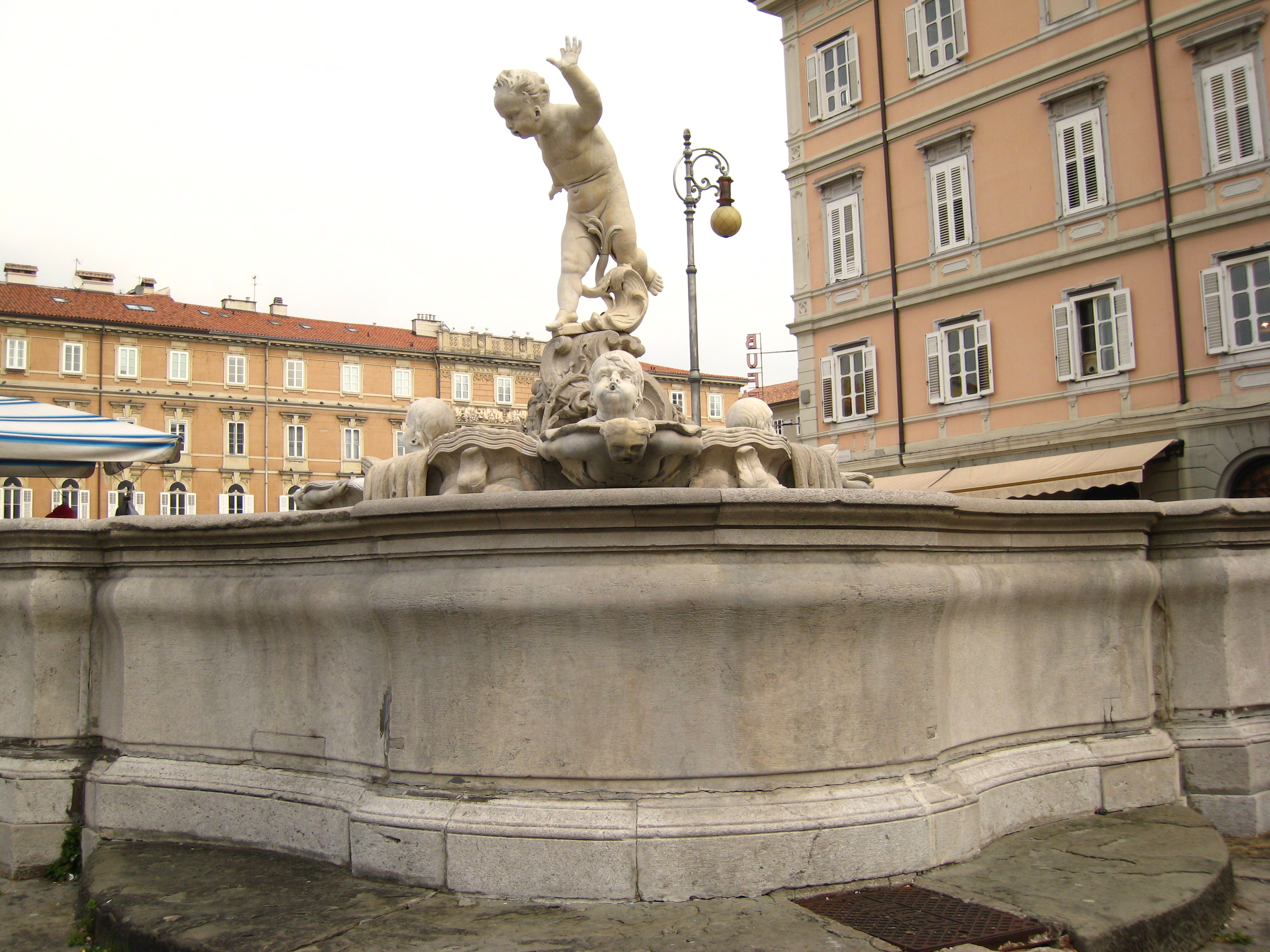
La fontaine de la Piazza Ponterosso
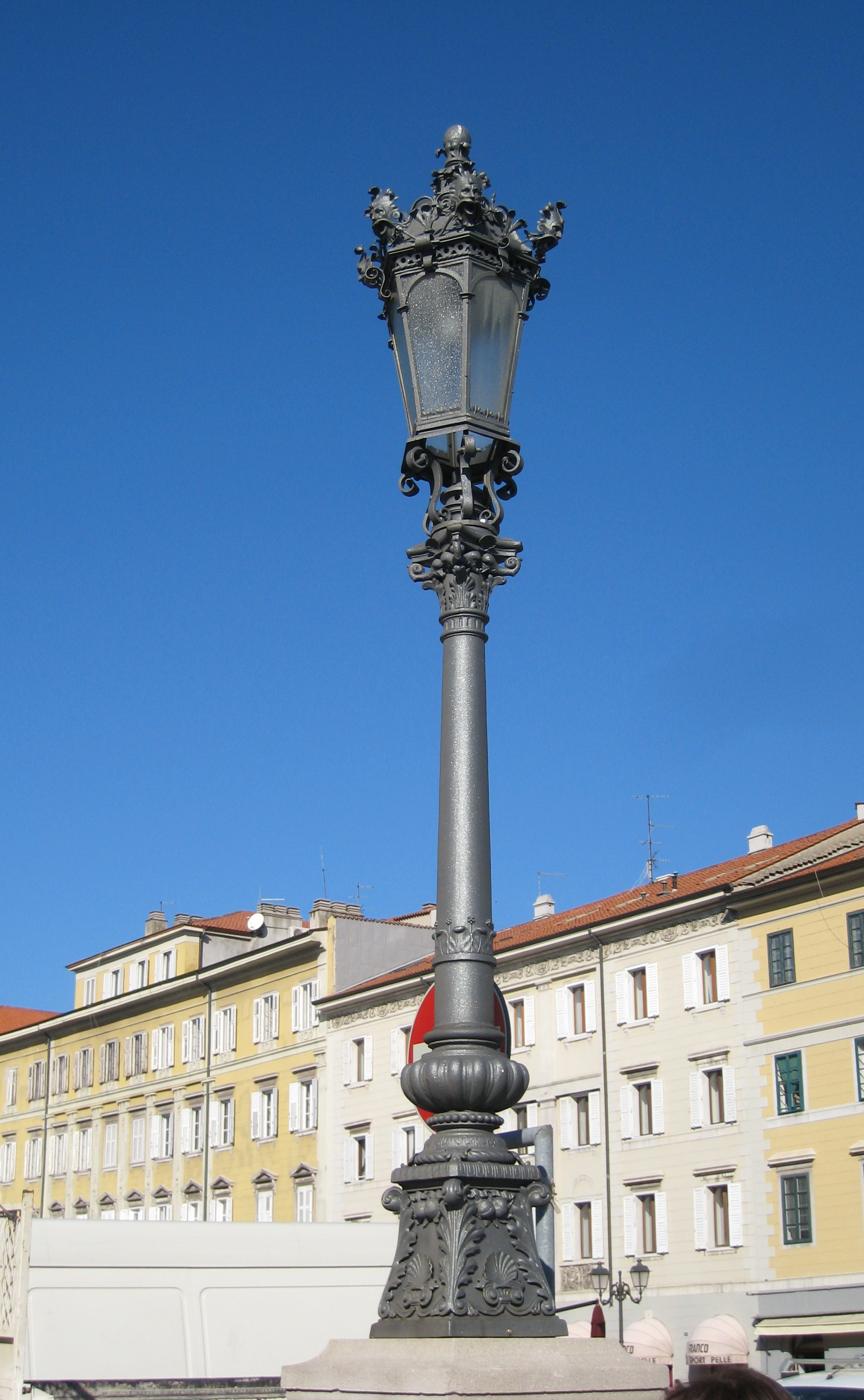
Les lumières du Pont Rouge
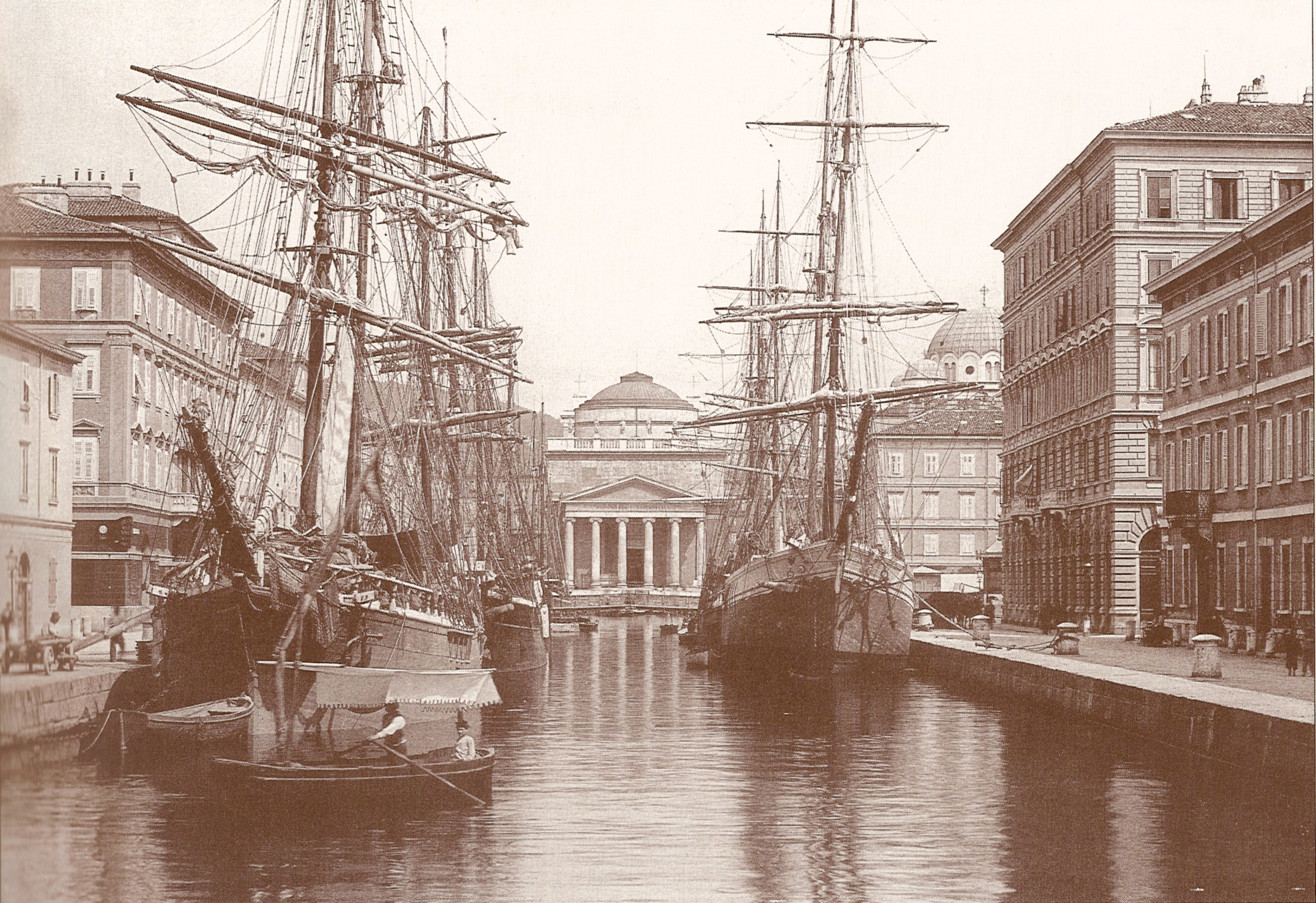
Une estampe représentant le canal en 1900
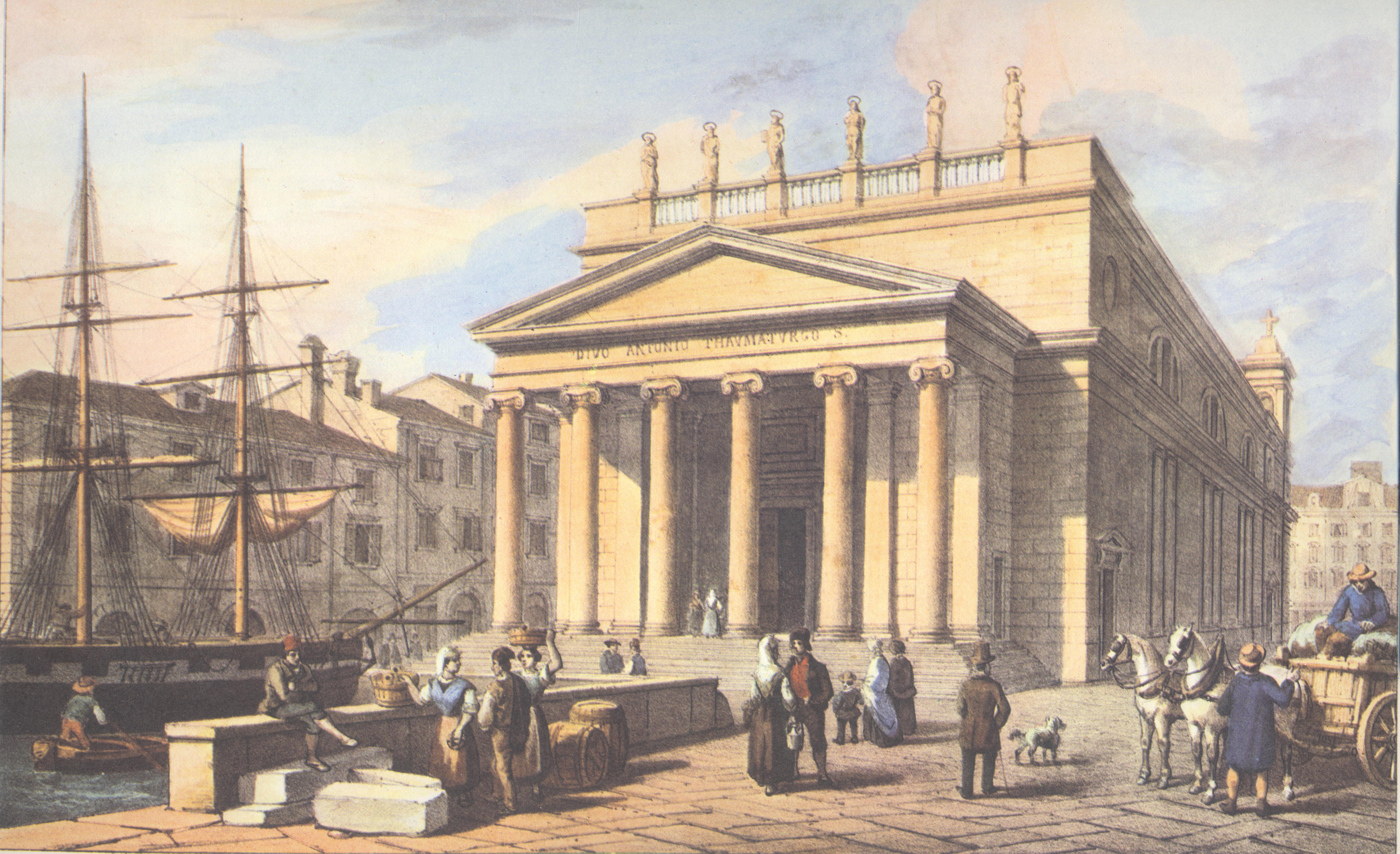
Un dessin de Marco Moro de 1854; le canal atteignait toujours en dessous de l'église
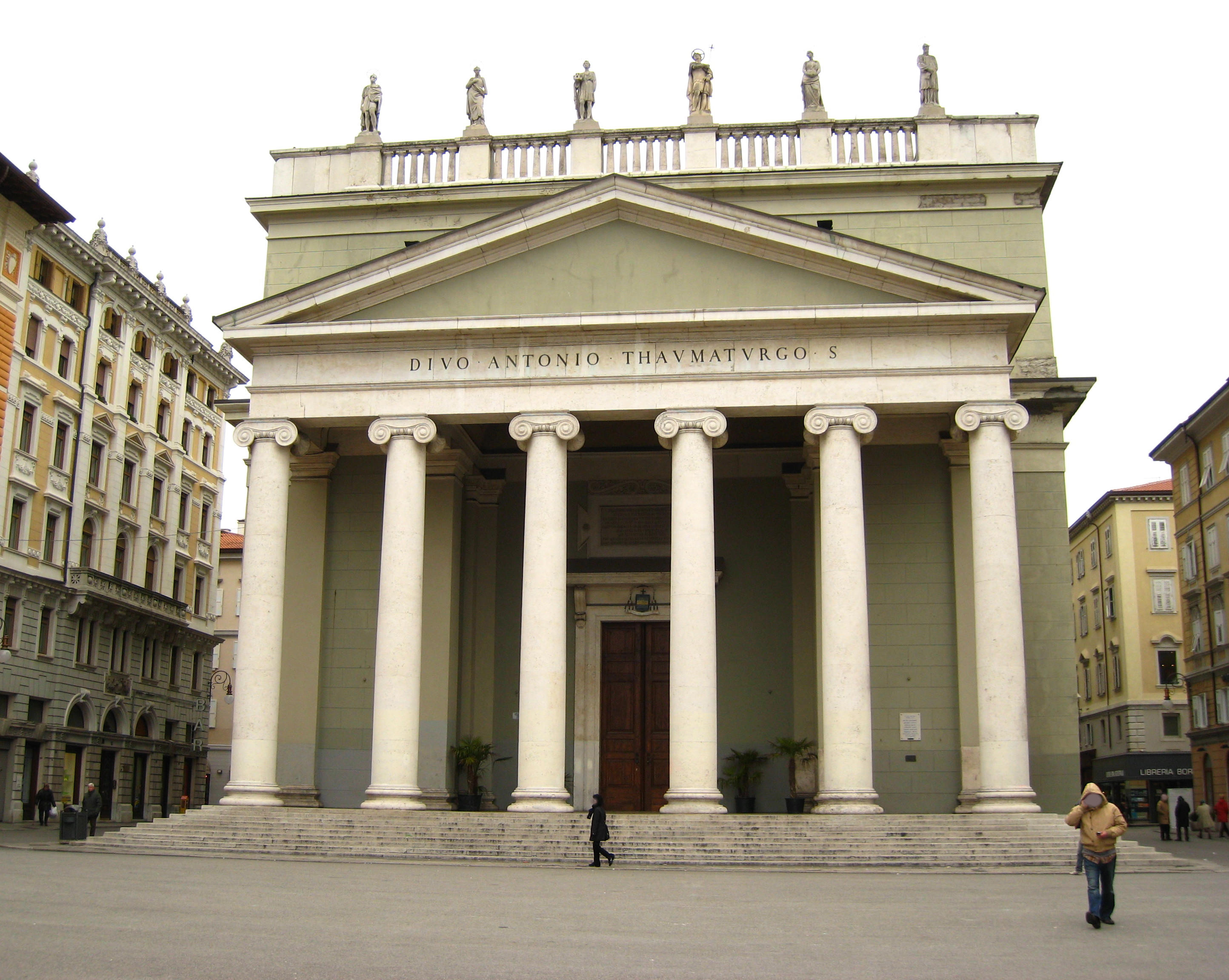
L'église de Sant'Antonio Nuovo
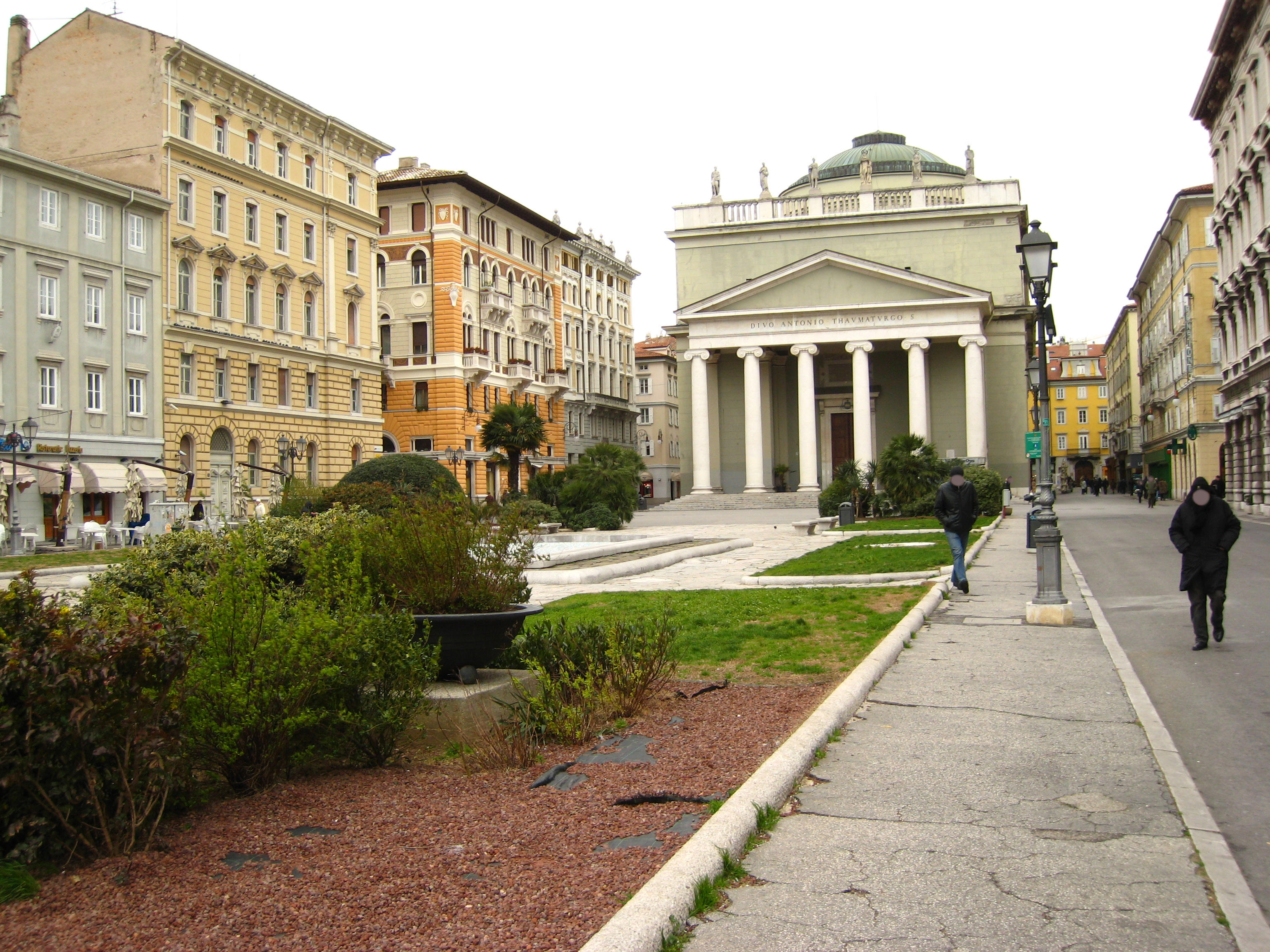
Piazza Sant'Antonio
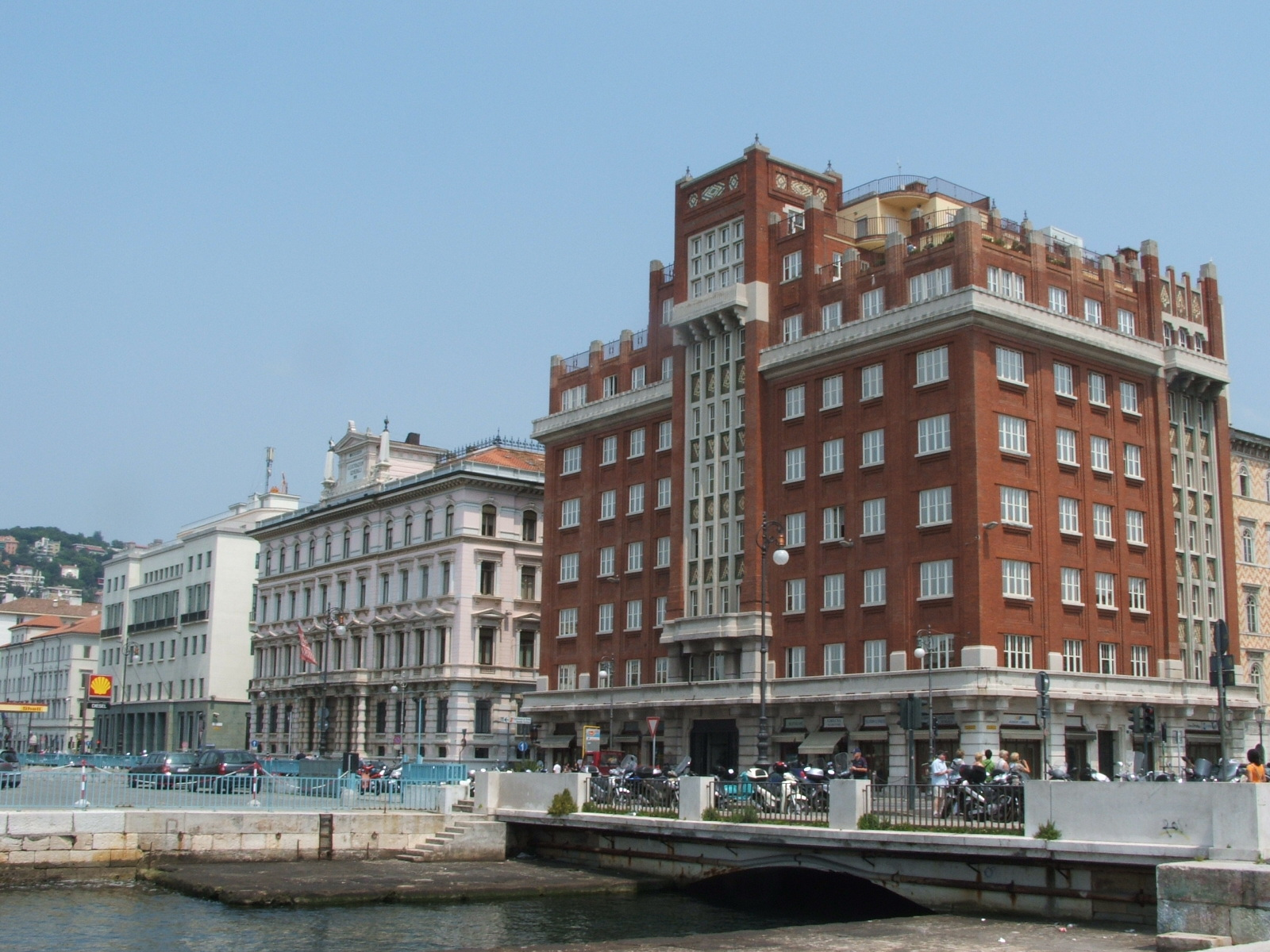
Le gratte-ciel rouge
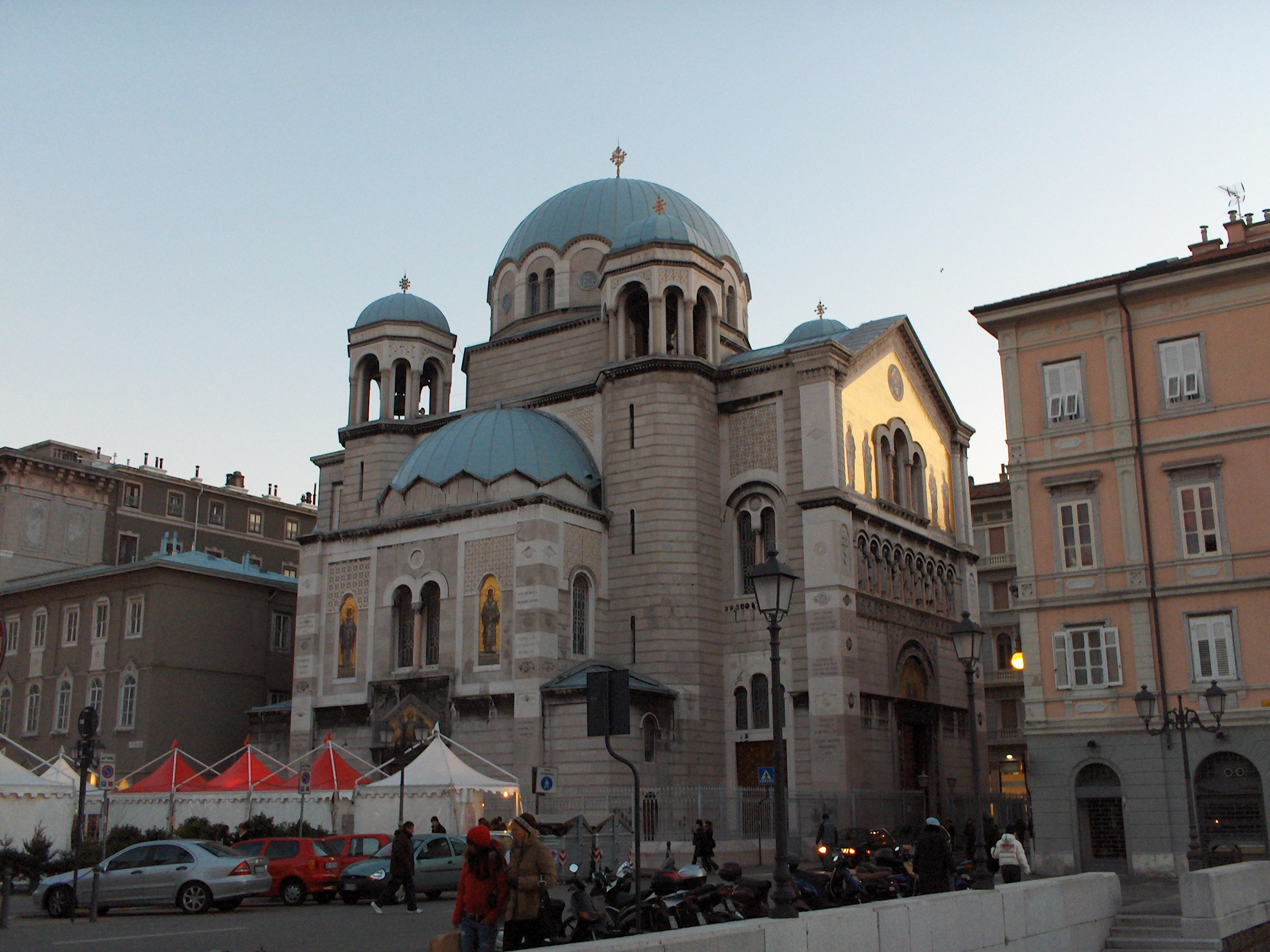
Le temple serbe San Spiridon
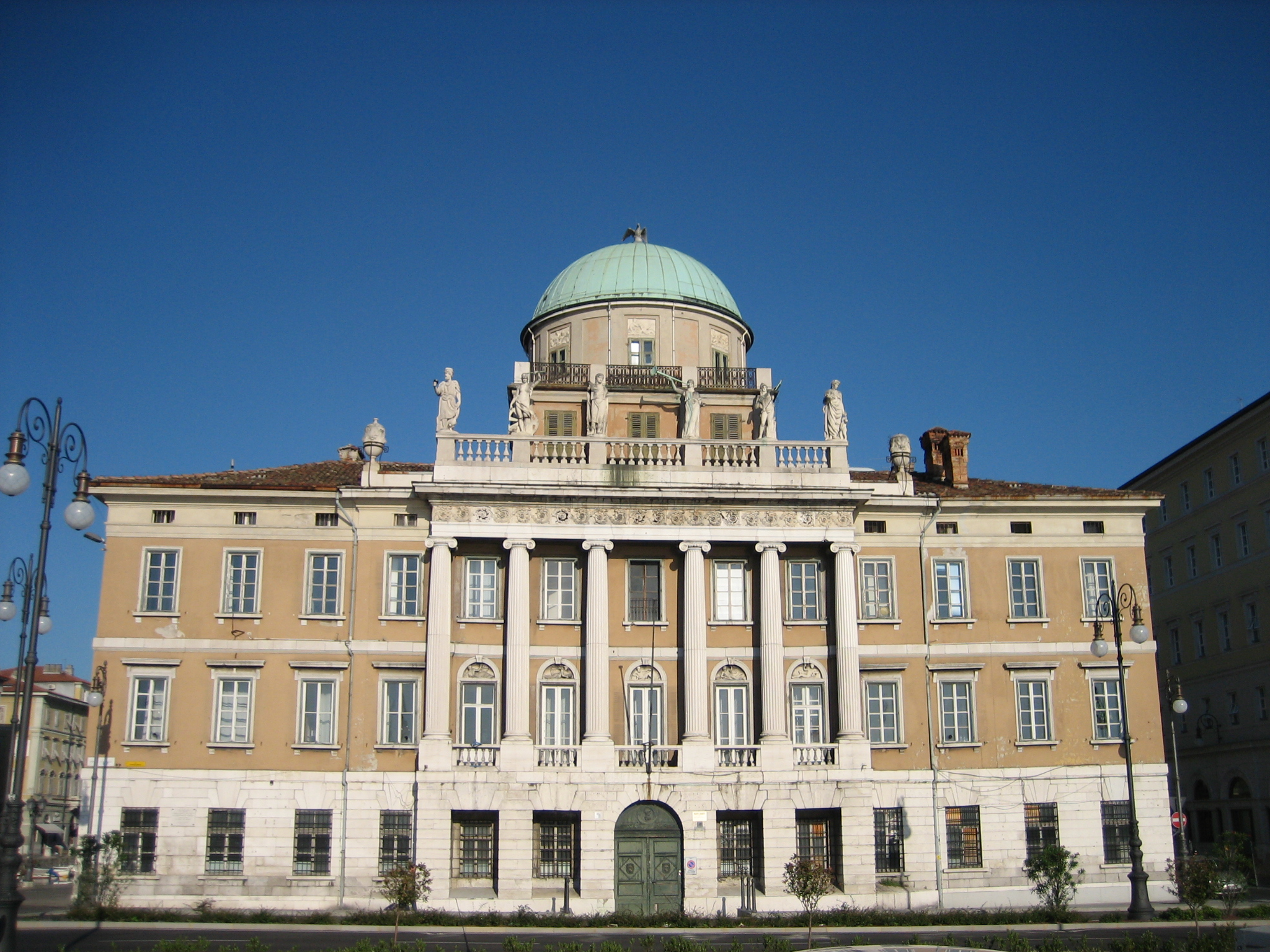
Palazzo Carciotti
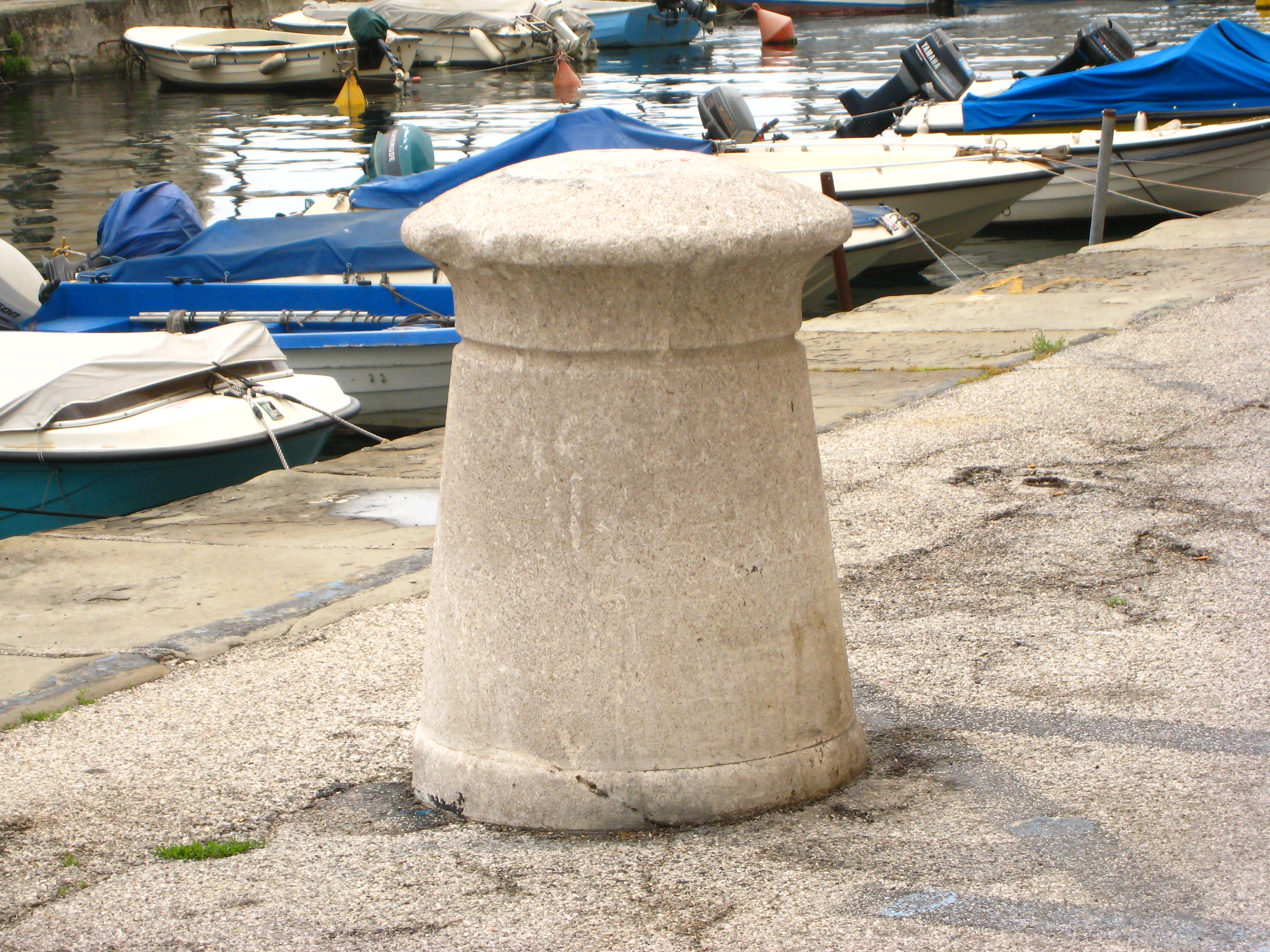
L'une des bornes en pierre sur laquelle les voiliers accostent
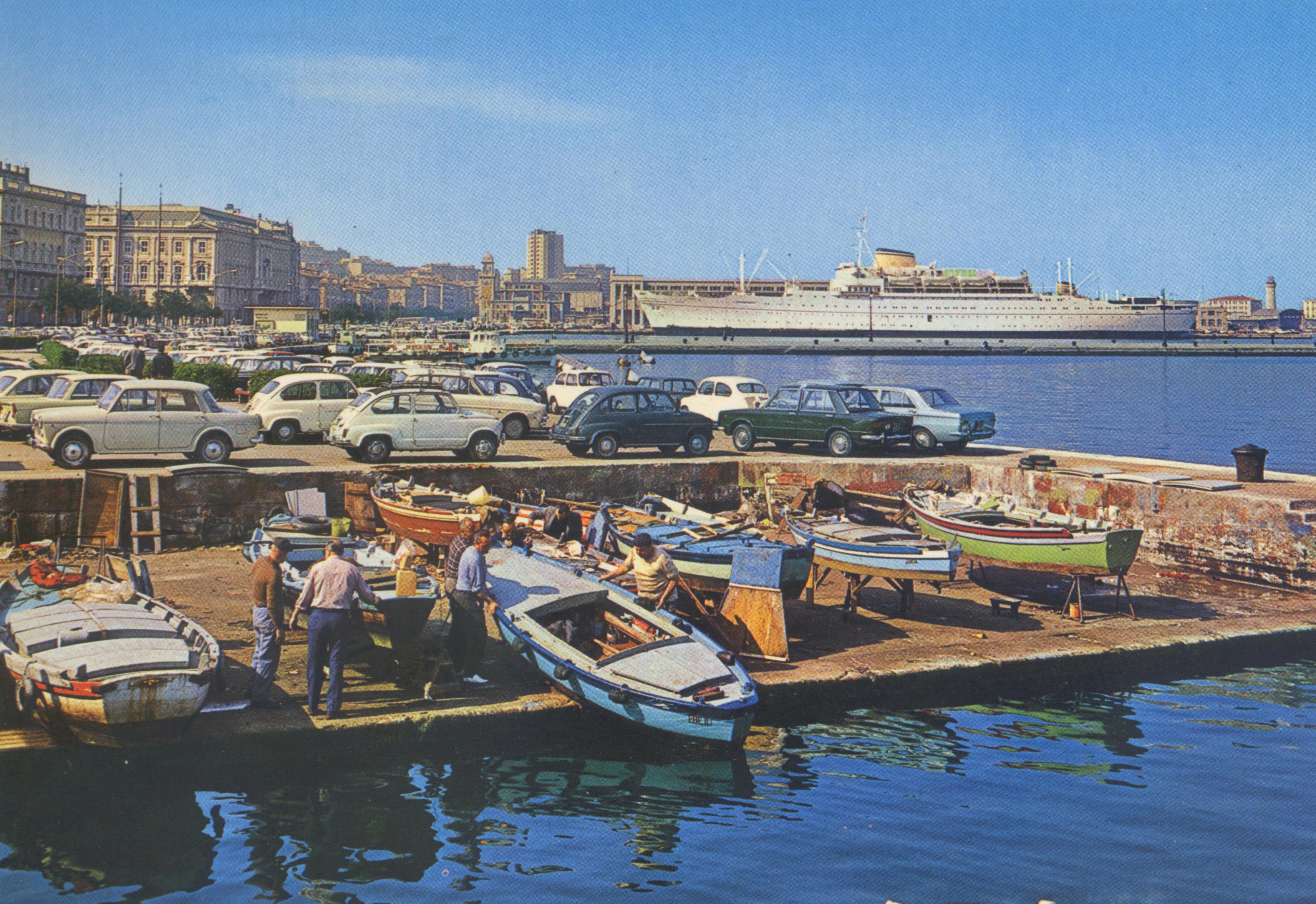
Une vieille carte postale montrant le squero encore utilisé
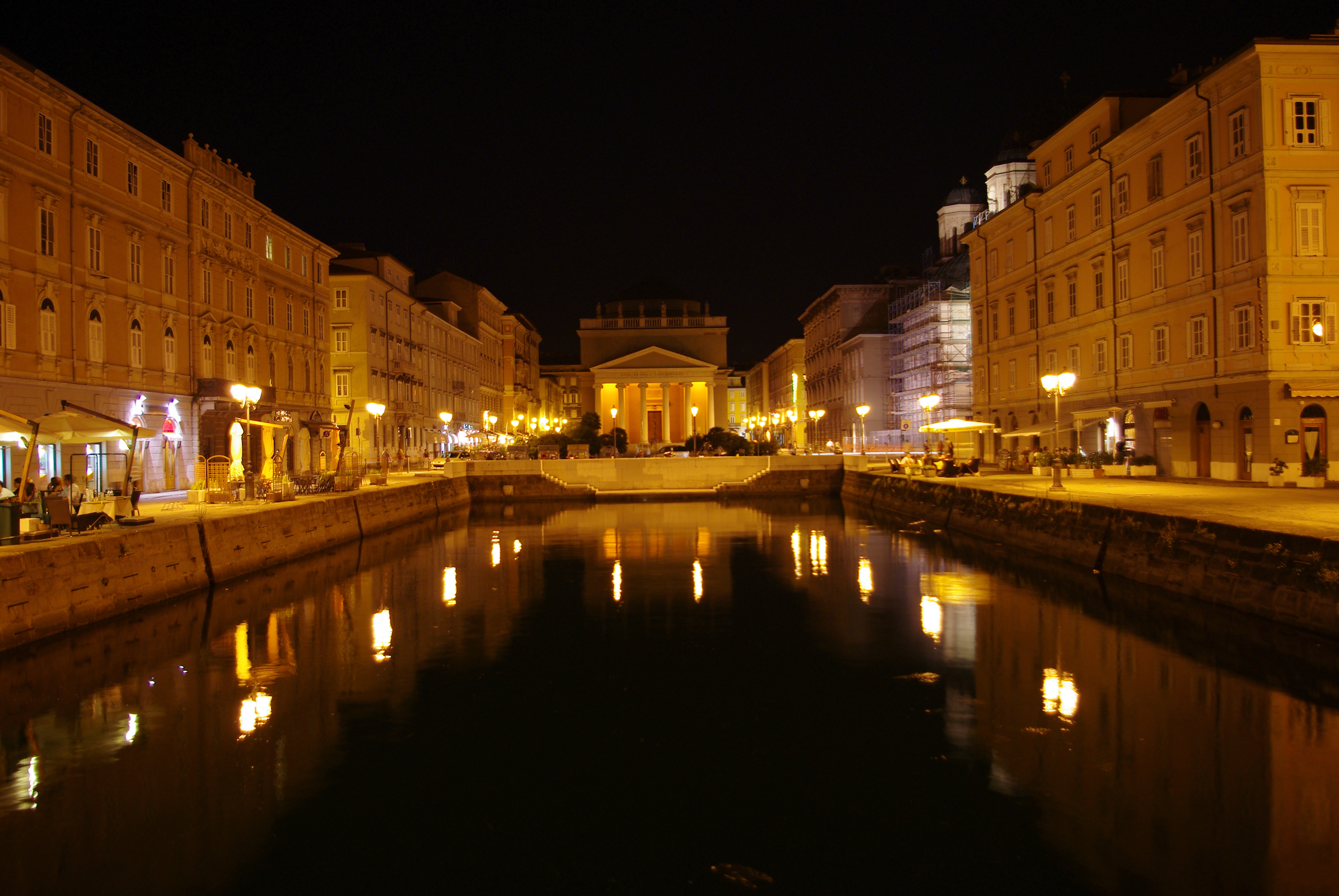
Grand Canal la nuit

## Sources
- Il Piccolo (http://ilpiccolo.gelocal.it/cronaca/2012/04/02/news/nuovo-ponte-sul-canale-lavori-al-via-tra-un-mese-1.3760455)